# Манотик

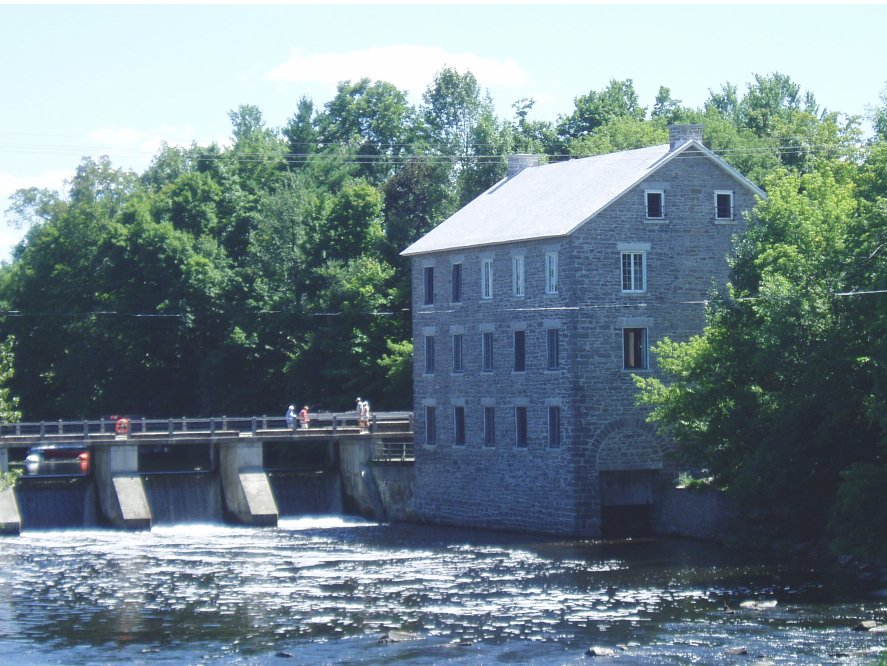
Мельница Уотсона

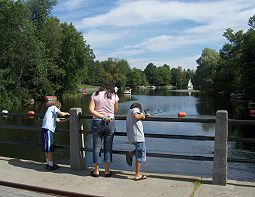
Fishing at Watson’s Mill Dam

Манотик, англ. Manotick — «спальный пригород» к югу от г. Оттава (примерно в 25 км от центра города). Находится в Восточном Онтарио на реке Ридо, к югу от активно развивающихся в последнее время пригородов Barrhaven и Риверсайд-Саут. Вошёл в состав г. Оттава в 2001 г., когда в ходе крупной реорганизации к городу были присоединены многие пригороды. По переписи 2006 г. в Манотике проживало 4623 человек.
В Манотике имеется 2 публичных школы (Манотикская элементарная и Южно-Карлтонская старшая) и 2 католических школы (св. Леонарда и св. Марка). Из этих школ все, кроме Южно-Карлтонской, двуязычны.
В 2007 г. известная канадская риелторская компания en:Minto Developments Inc. обратилась к городским властям с ходатайством о постройке примерно 1800 новых жилых зданий на территории Манотика. В начале 2008 г. число было снижено в результате дискуссий с группой городского развития в муниципалитете Оттавы, многочисленных встреч с общественностью и консультаций с местными жителями, однако вскоре городские власти окончательно отвергли план компании «Минто», указав, что он противоречит городскому генеральному плану развития Манотика, и кроме того, противоречит сохранению «аграрного характера» Манотика. Компания «Минто» подала апелляцию на решение городских властей в Муниципальный трибунал Онтарио, который отменил их решение и позволил начать застройку. В настоящее время (2011 г.) «Минто» активно ведёт застройку в Манотике.